# Berlin Debating Union
Die Berlin Debating Union e. V. (kurz: BDU) ist der deutsch- und englischsprachige Debattierclub der Berliner Hochschulen. Gegründet im Jahr 1999 hat sich der Verein mit heute rund 100 Mitgliedern zu einem der größten und national wie international erfolgreichsten Debattierclubs Deutschlands entwickelt. Die BDU wurde in den Jahren 2002, 2014 und 2021 Deutsche Meisterin, richtete die Meisterschaft 2001, 2008 und 2014 selbst aus, erreichte Finalrunden auf Europa- und Weltmeisterschaften und war der Ausrichter der Europameisterschaft 2006 sowie der Weltmeisterschaft 2013.

## Geschichte
Die Berlin Debating Union begann mit regelmäßigen Debatten unter dem Namen „Streitzeit (Berlin Debating Union)“, gegründet von Jens Fischer und Kai Monheim im Herbst 1999 am Otto-Suhr-Institut der Freien Universität Berlin. In öffentlichen Foren wurden dabei Streitfragen mit dem Publikum debattiert. Das wettkampforientierte Debating im British Parliamentary Style hielt mit dem Umzug an die Humboldt-Universität zu Berlin Einzug. 2002 wurde die formale Gründung als Berlin Debating Union e. V. Debattierclub zu Berlin vollzogen. Im selben Jahr richtete der junge Verein die erste Deutsche Debattiermeisterschaft aus.
Von Beginn an pflegte die BDU sowohl ihr nationales als auch ihr internationales Profil. So war sie nicht nur von Beginn an auf der deutschsprachigen Turnierserie der ZEIT Debatten erfolgreich und errang 2002 die Deutsche Meisterschaft, sondern initiierte andererseits auch das Central and Eastern European Debating Tournament (CEET) in Berlin und stellte auf der Europameisterschaft in Zagreb 2003 das beste deutsche Team und den besten deutschen Redner. Auch an der Weltmeisterschaft im südafrikanischen Stellenbosch 2003 nahm die BDU teil. Der Aufwärtstrend bei der Teilnahme an internationalen Turnieren setzte sich in Istanbul, Prag, Oxford, Vilnius, Dubrovnik, Cork, Rotterdam, Danzig und auf zahlreichen weiteren Wettbewerben fort. Zum CEET 2004 empfing die BDU etwa 80 Teilnehmer aus elf Ländern, zu den Berlin Open 2005 39 Teams aus 19 Ländern. Im Jahr 2006 richtete die Berlin Debating Union die European Universities Debating Championship, die Debattier-Europameisterschaft, und im Jahr 2008 erneut die Deutsche Meisterschaft aus.

## Erfolge in letzter Zeit
- ESL-Finale der Europameisterschaften 2021 in Madrid
- ESL-Halbfinale der Weltmeisterschaften 2021 in Korea
- Sieg bei der Deutschsprachigen Debattiermeisterschaft 2021 in Tübingen
- Sieg bei der Deutschsprachigen Debattiermeisterschaft 2018 in Jena
- Sieg bei der Deutschsprachigen Debattiermeisterschaft 2014 in Berlin
- ESL-Sieg bei der Weltmeisterschaft (WUDC) 2014 in Chennai
- Finale der Deutschen Debattiermeisterschaft 2013
- Sieg beim Stockholm IV 2013
- Sieg bei der Zeit Debatte Marburg 2013
- Gesamtsieg der Freien Debattierliga in der Saison 2012/2013; bester Einzelredner
- ESL-Finale der Europameisterschaft 2012 in Belgrad
- Gesamtsieg der Freien Debattierliga in der Saison 2011/2012; bester Einzelredner
- Finale der Deutschen Debattiermeisterschaft 2012 in Wien (2 Teams), Bester Finalredner
- Sieg und Beste Einzelrede bei der Norddeutschen Debattiermeisterschaft 2012 in Kiel
- Sieg im Einladungsturnier, 3 Teams im Finale
- ESL-Finale der Weltmeisterschaft (WUDC) 2012 in Manila, Philippinen
- Sieg und bester Finalredner bei der Zeit Debatte Karlsruhe 2011
- Gesamtsieg der Freien Debattierliga in der Saison 2010/2011; Bester Einzelredner, dabei fünf Einzelturniersiege
- Halbfinale des Belgrade Open (Serbien) und des Jacobs Open (Bremen) 2011
- bester Redner der Ostdeutschen Debattiermeisterschaft 2011 in Halle
- Sieg beim Paris Intervarsity 2011 in der Sprachkategorie ESL
- Finale der Zeit Debatte Stuttgart 2011
- ESL-Viertelfinale und viertbester ESL-Einzelredner der Weltmeisterschaft (WUDC) 2011 in Gaborone, Botswana
- Sieg bei der Norddeutschen Meisterschaft 2010 in Hannover
- Finale der Deutschen Debattiermeisterschaft 2010 in Münster (2 Teams)
- Sieg bei der Zeit Debatte Tübingen 2010
- ESL-Viertelfinale der Europameisterschaft (EUDC) 2009 in Newcastle upon Tyne, England
- Halbfinale der Deutschen Debattiermeisterschaft 2009 in Mainz
- Sieg bei der Nordostdeutschen Meisterschaft 2009 in Magdeburg
- Punktbester Redner bei der Deutschen Meisterschaft 2003 in Tübingen
- Sieg bei der Deutschen Meisterschaft 2002 im Sächsischen Landtag, Dresden (bestes Team, Punktbester Redner, bester Redner des Finales)
- Finale der Deutschen Meisterschaft 2001 in Berlin

## Ausrichtung der Weltmeisterschaft 2013
Am 1. Januar 2011 bewarb sich die BDU vor dem Council der World Universities Debating Championship (WUDC) 2011 in Gaborone erfolgreich um die Ausrichtung der WUDC 2013 in Berlin. Hierbei handelte es sich um die erste Debattierweltmeisterschaft in Deutschland, die vom 27. Dezember 2012 bis zum 4. Januar 2013 in Berlin auf dem Gelände der TU Berlin ausgetragen wurde. Die 33. Auflage des  Debattierturniers stand unter dem Motto „Embracing Dissent. Die Kraft des Widerspruchs“.
1.400 junge Menschen aus mehr als 70 Ländern beteiligten sich dabei als Redner, Juroren oder Helfer, darunter waren auch über 100 Freiwillige aus anderen Debattierclubs. Die 800 Redner konkurrierten um den Titel des Weltmeisters in drei Sprachkategorien: English as a Proficient Language (EPL), English as a Second Language (ESL) oder English as a Foreign Language (EFL). Die inhaltliche Ausrichtung des Turnieres durch die Themensetzung übernahmen die Chefjuroren Sharmila Parmanand (Philippinen) und Douglas Cochran (England) mit ihren Assistenten Victor Finkel (Australien), Isabelle Fischer (Deutschland) und James Kilcup (USA). Bei der Bewertung der Rednerleistungen wurden sie von 300 Juroren unterstützt.